# 宇摩站

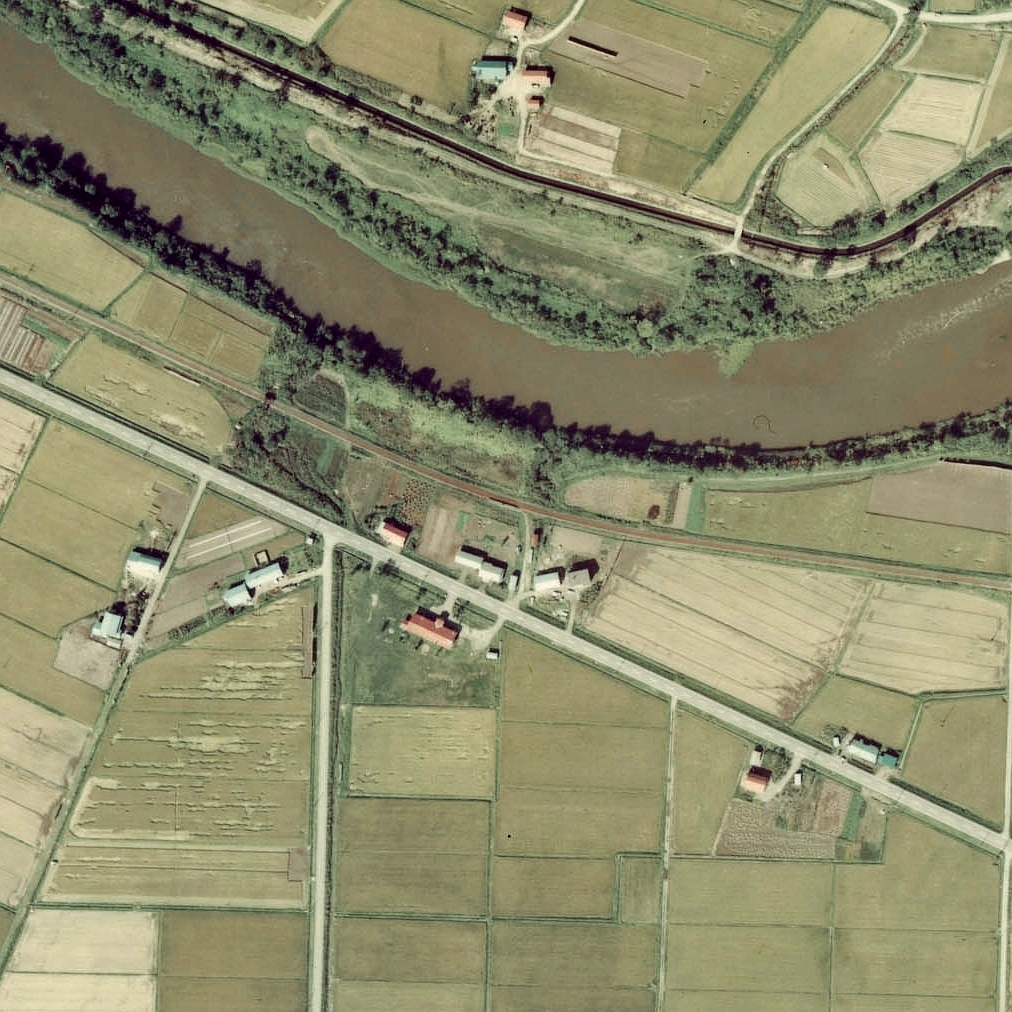
1977年的宇摩臨時乘降場與方圓約500米範圍。右邊是朱鞠內方向。從民居之間有一條小徑連接車站。鐵鏽色的屋頂是候車室。

宇摩站（日语：／ Uma eki */?）是位於北海道深川市多度志町上宇摩，北海道旅客鐵道（JR北海道）的深名線車站（廢站）。隨著深名線廢線，車站在1995年（平成7年）9月4日廢除。

## 歷史
- 1955年（昭和30年）8月20日 - 日本國有鐵道（國鐵）深名線宇摩臨時乘降場（局（日语：鉄道管理局）設定）啟用。
- 1987年（昭和62年）4月1日 - 伴隨國鐵分割民營化，車站由北海道旅客鐵道（JR北海道）營運。同時升級至車站，名為宇摩站。
- 1990年（平成2年）3月10日 - 設定營業距離。
- 1995年（平成7年）9月4日 - 深名線全線廢除，此站也廢除。

## 站名的由來
車站名稱取自當地地名「上宇摩」。在1897年（明治30年），愛媛縣宇摩郡野田村（現時：四國中央市土居町野田）內稱為真鍋家董「宇摩團體」的40戶農民遷移至車站附近位置。

## 車站構造
截至車站廢除前，車站是一座地面車站，設有1面1線的單式月台。月台位於路線南邊（名寄方向的列車會開啟右邊車門）。此站沒有轉轍器。
此站原本是臨時乘降場，因此車站為無人車站。站內沒有車站大樓，只有候車室。月台長度較短。在名寄一方（東邊）設有斜道，連接車站設施。

## 使用狀況
- 在1992年度（平成4年度），1日的上下車人次為10人[2]。

## 車站周邊
- 國道275號（空知國道）
- 雨龍川[3]
- JR北海道巴士深名線（日语：深名線 (ジェイ・アール北海道バス)）「宇摩公民館前」巴士站

## 現況

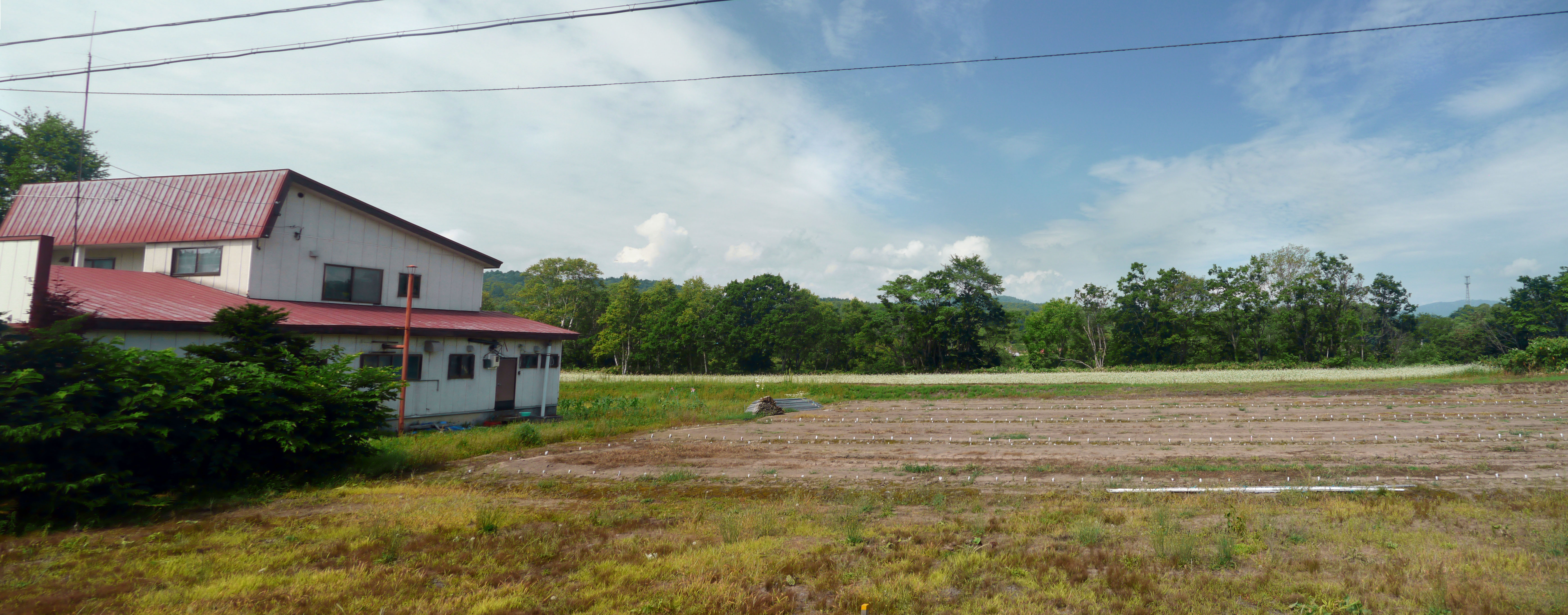
宇摩站遺址周邊 (2011年8月)

在廢站後，候車室與月台還存在。截至2000年（平成12年）均已經撤走，車站遺址變成空地。截至2010年（平成22年）。截至2011年（平成23年）也是同樣，變成一片田野和灌木叢。

## 相鄰車站
北海道旅客鐵道（JR北海道）
深名線
多度志－宇摩－幌成

## 注腳
1. ↑  本多 貢. 児玉芳明 , 编. . 札幌市: 北海道新聞社. 1995-01-25: 129. ISBN 4893637606. OCLC 40491505 （日语）.
2. 1 2 3 4 5  書籍《JR・私鉄全線各駅停車1 北海道630駅》（小學館，1993年6月發行）74頁。
3. ↑  書籍《北海道道路地図 改訂版》（地勢堂，1980年3月發行）9頁。
4. ↑  書籍《鉄道廃線跡を歩くVII》（JTB出版，2000年1月發行）34頁。
5. ↑  書籍《新 鉄道廃線跡を歩く1 北海道・北東北編》（JTB出版，2010年4月發行）40頁。
6. ↑  書籍《北海道の鉄道廃線跡》（著：本久公洋，北海道新聞社，2011年9月發行）175頁。